# Robert Crichton Wyllie
Robert Crichton Wyllie, né le 13 octobre 1798 à Dunlop (Écosse) et mort le 19 octobre 1865 à Honolulu (Hawaï), est un homme politique et homme d'affaires hawaïen qui exerça pendant 20 ans le poste de ministre des Affaires étrangères sous les règnes successifs des rois Kamehameha III, Kamehameha IV et Kamehameha V, et qui occupa également celui de premier ministre de 1857 à sa mort.

## Biographie

### Jeunesse et études
Wyllie est né le 13 octobre 1798 dans une région appelée Hazelbank dans la paroisse de Dunlop de l'East Ayrshire, en Écosse. Son père était Alexander Wyllie et sa mère Janet Crichton. Wyllie a fréquenté l'université de Glasgow où il a obtenu un diplôme de médecine à l'âge de 20 ans. Il est ensuite parti en tant que chirurgien sur un navire avec l'intention d'exercer en Russie. Il est arrivé jusqu'à Valparaíso au Chili en 1818, puis s'est installé dans la ville voisine de Coquimbo. Après quelques années, il a abandonné la pratique médicale et est devenu associé dans une entreprise commerciale prospère.

### Voyages
Il a alors embarqué dans un navire pour effectuer plusieurs voyages et traversées entre 1824 et 1826, s'arrêtant dans le royaume d'Hawaï en cours de route. Son cousin William Edward Petty Hartnell s'était installé près de Monterey, en Californie depuis 1822, prenant le nom de Don Guillermo et d'une épouse espagnole. Wyllie retourna ensuite en Angleterre en 1830 et continua à faire fructifier sa fortune dans le secteur bancaire avec un associé nommé Lyall. En 1840, il partit pour le Mexique pour enquêter sur certains de ses investissements dans un groupe appelé les détenteurs d'obligations hispano-américaines. Le Mexique était en difficulté financière à cause de la révolution au Texas et avait essentiellement hypothéqué de vastes quantités de terres. Son cousin Hartnell a fourni des rapports détaillés encourageant la colonisation britannique de la Californie. Il a été impliqué avec Manuel Micheltorena, gouverneur de Haute-Californie, et Wyllie a proposé un plan pour acheter des terres dans la vallée de Sacramento et coloniser la Californie en 1843.

### Arrivée à Hawaï
Wyllie a rencontré son ami Guillermo Miller à Mazatlán. Ce dernier, bien que né en Angleterre, a servi comme général dans les guerres d'indépendance latino-américaines sous Simón Bolívar. Les deux s'étaient rencontrés plus tôt à Valparaíso. Miller venait d'être nommé consul britannique au royaume d'Hawaï et avait convaincu Wyllie de l'accompagner en attendant la réponse de ses investisseurs. Ils arrivèrent à Honolulu en janvier 1840 à bord du HMS Hazard. Miller a continué son voyage dans le royaume de Tahiti, puisqu'il a été chargé de superviser les relations britanniques avec toutes les îles du Pacifique. Wyllie est resté dans les îles hawaïennes pour le reste de sa vie et s'est fait naturaliser comme beaucoup d'immigrés présents sur le sol hawaïen.

### Carrière politique

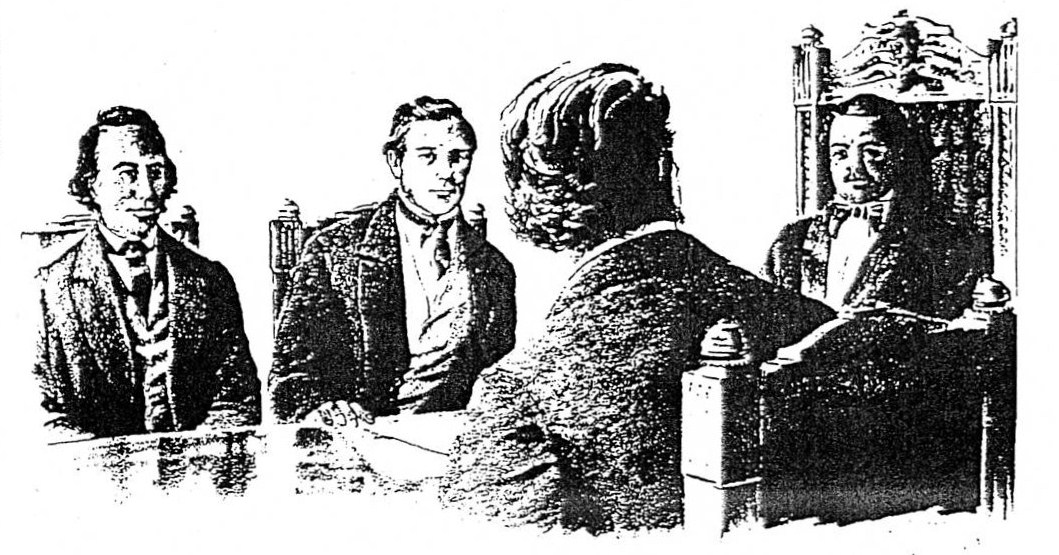
Le conseil privé du roi Kamehameha III avec la présence de Judd et de Wyllie.

Wyllie a d'abord travaillé comme consul par intérim jusqu'au retour de Miller le 15 mars 1845. Pendant ce temps, il a compilé des rapports détaillés sur les conditions dans les îles. Il a ensuite été nommé par le roi Kamehameha III comme ministre des Affaires étrangères. Par la suite, Wyllie devient secrétaire de la Guerre et se faire élire à la législature de la Chambre des nobles le 26 mars 1845 sous l'étiquette du parti indépendant.
Il était considéré comme un contrepoids à l'influence du parti réformiste et du premier ministre Gerrit Judd, qui avait été médecin missionnaire avant de devenir citoyen et homme politique hawaïen. Judd avait également exercé les fonctions de ministre des Affaires étrangères jusqu'à la nomination de Wyllie.
L'une des premières missions de Wyllie au ministère consistait à répertorier les diverses plaintes entre le précédent consul britannique Richard Charlton et le commissaire américain George Brown. Brown avait été assez universellement détesté et a été retiré à la demande du gouvernement hawaïen.
En 1847, Wyllie commença à rassembler des documents pour former les Archives d'Hawaï.
C'est également sous son ministère que Wyllie subit l'une des crises les plus importantes du règne de Kamehameha III. En août 1849, l’amiral français Louis Tromelin, débarqua dans le port d’Honolulu accompagné des frégates La Poursuivante et Gassendi dans le but d’obtenir, pour les catholiques, les mêmes droits que les protestants et les anglicans. En effet, bien que depuis 1839, la liberté de culte avait été rendue à l’église latine, les catholiques n’étaient pas pour autant complètement égaux en droit avec les réformés. Comme le 25 du mois ses exigences n’avaient pas été satisfaites, l’assaut fut lancé et l’armée française prit le fort d’Honolulu causant des destructions à la hauteur de 100.000 $. Après plusieurs négociations présidées par Wyllie sous ordre du roi, la force d’occupation quitta Hawaï le 5 septembre, sans pour autant que les droits des indigènes aient évolué.

### Chef du gouvernement

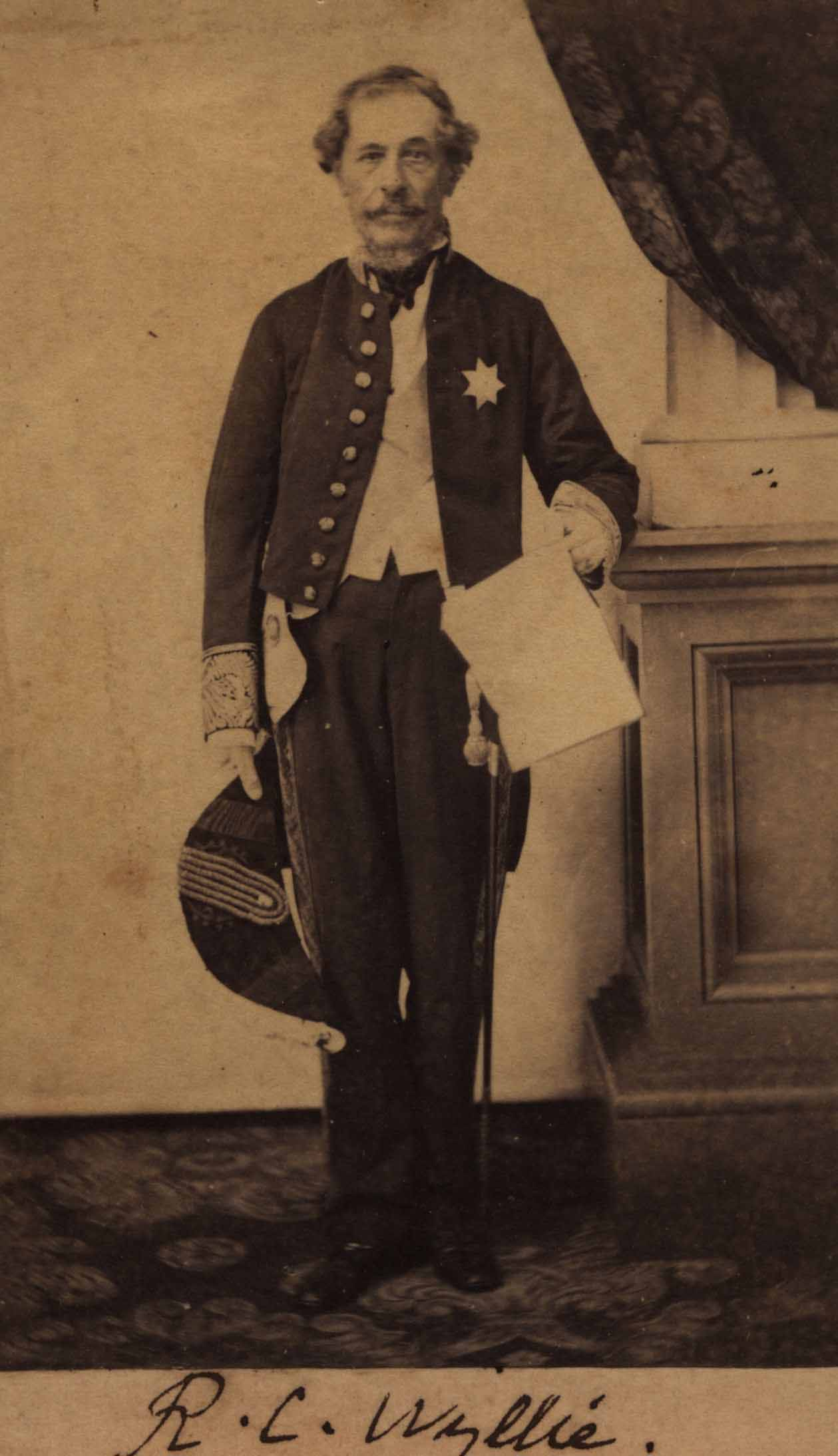
Photographie du premier ministre Wyllie en 1862.

À la mort du premier ministre Keoni Ana en 1857, le roi Kamehameha IV désigne Wyllie comme son nouveau Premier ministre.
Pendant cette période, Wyllie construit une maison dans la vallée de Nu'uanu qu'il appelle Rosebank. Il reçoit des visiteurs étrangers dans sa maison ainsi que dans plusieurs bâtiments consulaires. En mars 1853, il achète une plantation dans la baie d'Hanalei sur la rive nord de l'île de Kauai. Après une visite en 1860 de la reine Emma et de son fils le prince Albert Kamehameha, il nomma la plantation Princeville. Il a nommé ensuite une autre partie de la plantation Emmaville, mais ce nom n'est jamais resté.
Wyllie a gardé Hawaï officiellement neutre pendant la guerre de Sécession, mais la promotion du commerce continue de sucre et d'autres produits à l'expansion du marché californien. Pendant ce temps, il a discrètement essayé de réduire l'influence du parti réformiste.
En 1859, Wyllie a chargé le consul d'Hawaï à Londres, Manley Hopkins, d'envoyer un prêtre de l'église anglicane. Il a également contacté William Ingraham Kip de l'Église épiscopale américaine en Californie qui a soutenu l'idée, mais la guerre civile a empêché toute aide de leur part. Thomas Nettleship Staley , un britannique, fut consacré évêque et arriva en octobre 1862 pour fonder l'église anglicane d'Hawaï. C'était une église plus libérale avec une pompe et une cérémonie absentes des sectes américaines austères. Wyllie aurait même dansé lors de ses événements sociaux (auparavant interdit comme un péché), et a tenu le premier "bal costumé", en entrant en Robe écossaise. Il a même invité l'évêque catholique qui est venu avec tous ses vêtements pontificaux.

### Mort et héritage
Wyllie mourut le 19 octobre 1865. Charles de Varigny, qui était ministre des Finances, lui succéda comme ministre des Affaires étrangères. Wyllie eu le privilège d'être enterré dans le mausolée royal d'Hawaï, qui venait d'être achevé. Son neveu Robert Crichton Cockrane a été nommé comme son héritier et a changé son nom de famille en Wyllie. Robert découvrit que la nouvelle usine sucrière construite sur sa plantation de Princeville était très endettée et se suicida en 1866. Elle fut ensuite achetée par l'ancien ministre Elisha Hunt Allen aux enchères pour une fraction de ce que Wyllie y avait dépensé. Un tombeau construit en 1904 a été nommé pour lui et ses restes ont été déplacés là.
Rosebank a été achetée aux enchères par Charles Hastings Judd, fils de Gerrit. Walter Gibson a déclaré que les papiers personnels de Wyllie ont été jetés hors de la maison, mais que la plupart n'ont jamais été retrouvés. Il a ensuite vendu Rosebank. Cependant, ses dossiers méticuleux des affaires du gouvernement public sont devenus la base des Archives d'État d'Hawaï.